# Babylon (New York)
 For alternative betydninger, se Babylon (flertydig). (Se også artikler, som begynder med Babylon)
Babylon er en by på Long Island i delstaten New York i USA. Byen har 218.223 (2020) indbyggere. Den ligger i det amerikanske county Suffolk County og udgør en del af New Yorks storbyområde.